# Grupa podpułkownika Jerzego Sawy-Sawickiego
Grupa podpułkownika Jerzego Sawy-Sawickiego – związek taktyczny Wojska Polskiego z okresu wojny polsko-bolszewickiej.

## Struktura organizacyjna
Skład 4 lipca 1920:
- dowództwo grupy
- 33 pułk piechoty
- III batalion 155 pułku piechoty
- I dywizjon 18 pułku ułanów
- trzy baterie artylerii 8 pułku artylerii polowej

Ogółem liczyła około 3000 żołnierzy i 10 dział